# Milano Greco Pirelli
Milano Greco Pirelli (włoski: Stazione di Milano Greco Pirelli) – stacja kolejowa w Mediolanie, w regionie Lombardia, we Włoszech. Znajdują się tu 4 perony.